# Schutterwald
Schutterwald település Németországban, azon belül Baden-Württembergben. Lakosainak száma 7386 fő (2023. december 31.).

## Népesség
A település népessége az elmúlt években az alábbi módon változott:
| Lakosok száma | 5813 | 7189 | 7215 | 7226 | 7331 | 7386 |
|               | 1975 | 2017 | 2019 | 2021 | 2022 | 2023 |